# Скосырская (станица)
Скосырская — станица в Тацинском районе Ростовской области.
Входит в состав Скосырского сельского поселения.

## География

### Улицы
- ул. Газетная,
- ул. Димитрова,
- ул. Зелёная,
- ул. Колхозная,
- ул. Советская,
- ул. Школьная,
- пер. Речной.

## История
Станица возникла, как хутор, на свободных (не казачьих) землях, в Донецком округе Области Войска Донского.
В 1859 году она называлась Скасырско-Быстрянская слобода. Первое слово, именно в написании через «а», вероятнее всего по фамилии семьи основателей поселения. Второе слово здесь, это название реки, на берегу которой слобода была расположена. В ней было 220 дворов, число жителей (мужчины и женщины) — 845 и 743, была одна православная церковь, в слободе проходила ежегодная ярмарка в дни Успенского праздника в период с 10 по 15 августа (справочная книга «Списки населённых мест Области Войска Донского», стр. 15).
В 1863 году название упростилось и звучало как «Скасырская», но при этом появилось дополнение — «Скасырско-Средне-Обливской волости», то есть слобода переросла хуторской статус и вокруг неё стали возникать новые поселения, другие хутора, для которых она стала волостным центром. В указанный год статистика стала следующей: дворов — 95, жителей (обоих полов) — 1033, число плугов при слободе (помещичьих и крестьянских) — 220 (справочная книга «Материалы статистики и географии ОВД» за 1863 год).
Данные на 1893 год: число дворов — 166 (кроме того, отдельных изб, не имеющих дворов — 2); число жителей (м. и ж.) — 671 и 631; плугов в хозяйствах жителей — 106, лошадей — 273, пар волов — 365, прочего рогатого скота — 668 голов, овец — 2303.
В 1902 году в слободе имелись:
- магазин(ы) Бакалейной торговли Юдина Ильи Ивановича;
- магазин(ы) железо-скобяной и мануфактурной торговли Мишенкова Павла Александровича.

В слободе работали:
- Скасырское слободское почтовое отделение — начальник(исправляющий дела), не имеющий чина — Дмитрий Дмитриевич Снежко;
- начальное сельское училище, в руководстве которым состояли:
  - попечитель — мещанин Бурцев Иван Степанович,
  - законоучитель — священник Бочков Дмитрий Никифорович,
  - учитель — Иван Горбачёв (он же преподаватель гимнастики).

В списке коннозаводчиков (частные коневоды) значились — Скасырскова М. А. и Скасырсков И. И.

## Население
| 2010 |
| ---- |
| 564  |

## Достопримечательности
- Крестовоздвиженская церковь